# Knight (Familienname)
Knight ist ein Familienname aus dem englischsprachigen Raum.

## Namensträger

### A
- Albert Knight (Cricketspieler) (1872–1946), englischer Cricketspieler
- Albert Knight (Wasserspringer) (Albert Reginald Knight; 1900–1964), britischer Wasserspringer
- Albion Williamson Knight Jr. (1924–2012), US-amerikanischer Bischof
- Alex Knight (Schauspieler), US-amerikanischer Schauspieler und Komiker
- Alex Knight (Volleyballspieler) (* 2001), US-amerikanischer Volleyballspieler
- Amal Knight (* 1993), jamaikanischer Fußballspieler
- Amanda Knight, Maskenbildnerin
- Andrenette Knight (* 1996), jamaikanische Leichtathletin
- Andrew Knight (* 1953), australischer Drehbuchautor und Produzent
- Angela Knight, US-amerikanische Schriftstellerin
- Aramis Knight (* 1999), US-amerikanischer Schauspieler
- Arthur Knight (1887–1956), englischer Fußballspieler

### B
- Baker Knight (1933–2005), US-amerikanischer Rockabilly-Musiker und Songwriter
- Barry Knight  (Cricketspieler) (* 1938), englischer Cricketspieler
- Barry Knight  (Australian-Football-Spieler) (* 1945), australischer Australian-Football-Spieler
- Barry Knight  (Politiker) (* 1958), US-amerikanischer Politiker
- Barry Knight  (Schiedsrichter) (* 1960), englischer Fußball-Schiedsrichter
- Ben Knight (* 2002), englischer Fußballspieler
- Beverley Knight (* 1973), britische R&B- und Soul-Sängerin
- Bianca Knight (* 1989), US-amerikanische Leichtathletin
- Billy Knight (Tennisspieler) (* 1935), britischer Tennisspieler
- Billy Knight (Basketballspieler, 1979) (1979–2018), US-amerikanischer Basketballspieler
- Billy Knight (Basketballspieler, 1952) (* 1952), US-amerikanischer Basketballspieler
- Bob Knight (1940–2023), US-amerikanischer Basketballtrainer
- Bob Knight (Politiker) (* 1941),  US-amerikanischer Politiker
- Brandon Knight (* 1991), US-amerikanischer Basketballspieler
- Brevin Knight (* 1975), US-amerikanischer Basketballspieler
- Britani Knight (* 1992), britische Wrestlerin, siehe Saraya-Jade Bevis

### C
- C. Darin Knight, US-amerikanischer Tontechniker
- Carlos Knight (* 1993), US-amerikanischer Schauspieler
- Carlos Garcia Knight (* 1997), neuseeländischer Snowboarder
- Carole Knight (* 1957), englische Tischtennisspielerin
- Castleton Knight (1894–1970), britischer Filmproduzent und Filmregisseur
- Chad Knight (* 1970), US-amerikanischer Pornodarsteller
- Charles Knight (Verleger) (1791–1873), englischer Verleger und Schriftsteller
- Charles Knight (Filmemacher) (* 1987), neuseeländischer Produzent, Schauspieler, Drehbuchautor und Filmeditor
- Charles Landon Knight (1867–1933), US-amerikanischer Rechtsanwalt, Herausgeber und Politiker
- Charles R. Knight (1874–1953), US-amerikanischer Künstler
- Charles T. Knight (1931–2023), Tonmeister
- Charles Yale Knight (1868–1940), US-amerikanischer Journalist und Konstrukteur
- Chip Knight (* 1975), US-amerikanischer Skirennläufer
- Chris Knight (* 1960), US-amerikanischer Sänger und Songwriter
- Christopher Knight, US-amerikanischer Kunstkritiker
- Clare Knight (* 1966), irische Filmeditorin
- Corban Knight (* 1990), kanadischer Eishockeyspieler
- Curtis Knight (1929–1999), US-amerikanischer Sänger und Bandleader

### D
- Damon Knight (1922–2002), US-amerikanischer Science-Fiction-Autor
- Daniel Ridgway Knight (1839–1924), US-amerikanischer Maler
- David M. Knight (1936–2018), britischer Wissenschaftshistoriker und Hochschullehrer
- Don Knight (1933–1997), Schauspieler
- Donald Knight (Cricketspieler) (1894–1960), englischer Cricketspieler
- Donald Knight (Eiskunstläufer) (* 1947), kanadischer Eiskunstläufer

### E
- E. E. Knight (* 1965), US-amerikanischen Fantasy- und Science-Fiction-Autors
- Earl Knight († 2008), US-amerikanischer Jazzpianist
- Elise Kellond-Knight (* 1990), australische Fußballspielerin
- Elliot Knight (* 1990), britischer Film- und TV Schauspieler
- Erastus C. Knight (1857–1923), US-amerikanischer Geschäftsmann und Politiker
- Eric Knight (1897–1943), britisch/US-amerikanischer Schriftsteller
- Esmond Knight (1906–1987), britischer Theater- und Filmschauspieler
- Etheridge Knight (1931–1991), US-amerikanischer Dichter
- Evelyn Knight (1917–2007), US-amerikanische Sängerin
- Evelyn Dawn Knight (geb. 1942), britische Trickbetrügerin

### F
- Frank Knight (Wirtschaftswissenschaftler) (1885–1972), US-amerikanischer Wirtschaftswissenschaftler
- Frank Knight (Künstler) (* 1941), australischer Tierillustrator
- Fuzzy Knight (1901–1976), US-amerikanischer Schauspieler

### G
- Gary Knight (Rennfahrer), britischer Motorradrennfahrer
- Gary Knight (Rugbyspieler) (* 1951), neuseeländischer Rugby-Union-Spieler
- Gladys Knight (* 1944), US-amerikanische Sängerin und Schauspielerin
- Goodwin Knight (1896–1970), US-amerikanischer Politiker und Gouverneur von Kalifornien
- Gowin Knight (1713–1772), englischer Wissenschaftler und Erfinder
- Gwendolyn Knight (1914–2005), US-amerikanische Bildhauerin

### H
- Harold Knight (1874–1961), britischer Porträt-, Genre- und Landschaftsmaler
- Heather Knight (* 1990), englische Cricketspielerin
- Hilary Knight (* 1989), US-amerikanische Eishockeyspielerin
- Holly Knight (* 1956), US-amerikanische Songwriterin und Sängerin
- Horatio G. Knight (1818–1895), US-amerikanischer Politiker

### I
- Ian Knight (* 1956), britischer Historiker

### J
- Jak Knight (1993–2022), Künstlername des US-amerikanischen Komikers und Schauspielers Jakim Seeallah Maulana
- James Knight (Seefahrer) (1640–1720), britischer Seefahrer
- James Knight (Diplomat) (* 1948), US-amerikanischer Diplomat
- James Brookes Knight (1888–1960), US-amerikanischer Paläontologe
- Jamie Knight-Lebel (* 2004), kanadischer Fußballspieler
- Jason Knight (* 2001), irischer Fußballspieler
- Jasper Knight (1909–1972), britischer Manager
- Jean Knight (1943–2023), US-amerikanische Soul- und R&B-Sängerin
- Jessie Knight (* 1994), britische Hürdenläuferin
- Jill Knight, Baroness Knight of Collingtree (1923–2022), britische Politikerin (Conservative Party)
- Jim Knight (* 1965), britischer Verleger, Kulturmanager und Politiker
- John Knight (Entdecker) († 1606), englischer Seefahrer
- John Knight (Mediziner), US-amerikanischer Mediziner und Offizier
- John Knight (Regisseur) (1919–1967), neuseeländischer Fernsehregisseur
- John Knight (Künstler) (* 1945), US-amerikanischer Künstler
- John Buxton Knight (1843–1908), britischer Maler
- John S. Knight (1894–1981), US-amerikanischer Journalist und Verleger
- John Stephen Knight (* 1942), US-amerikanischer Geistlicher, Weihbischof in Toronto
- Jonathan Knight (Politiker) (1787–1858), US-amerikanischer Politiker
- Jonathan Knight (Sänger) (* 1968), US-amerikanischer Sänger
- Jordan Knight (* 1970), US-amerikanischer Sänger (New Kids on the Block)
- Joseph Knight (1778–1855), britischer Gärtner und Botaniker
- Josh Knight (* 1997), englischer Fußballspieler
- Josie Knight (* 1997), irische Radsportlerin
- Julia Knight, US-amerikanische mathematische Logikerin
- June Knight (1913–1987), US-amerikanische Schauspielerin, Sängerin und Tänzerin
- Justyn Knight (* 1996), kanadischer Leichtathlet
- JZ Knight (* 1946; als Judith Darlene Hampton), US-amerikanische Begründerin einer neureligiösen Bewegung

### K
- Katherine Knight (* 1955), australische Mörderin
- Kycia Knight (* 1992), Cricketspielerin der West Indies
- Kyshona Knight (* 1992), Cricketspielerin der West Indies

### L
- Larry Knight (* 1956), US-amerikanischer Basketballspieler
- Laura Knight (Tennisspielerin), US-amerikanische Tennisspielerin
- Laura Knight (Malerin) (1877–1970), englische Malerin
- Laura Knight (Schwimmerin), US-amerikanische Schwimmerin
- Laura Knight-Jadczyk (* 1952), US-amerikanische Autorin
- Laurie Knight (* 1949), neuseeländischer Rugby-Union-Spieler
- Leonard Knight (* 1931), Gründer und Chef-Architekt des Salvation Mountain, siehe Salvation Mountain
- Louis Aston Knight (1873–1948), US-amerikanischer Landschaftsmaler

### M
- Marcos Knight (* 1989), US-amerikanischer Basketballspieler
- Margaret E. Knight (1838–1914), US-amerikanische Erfinderin
- Mark Knight, britischer DJ und Musikproduzent
- Martin Knight (* 1983), neuseeländischer Squashspieler
- Matthew Knight (* 1994), US-amerikanischer Schauspieler
- Max Knight (1909–1993), Schriftsteller und Übersetzer
- Maxwell Knight (1900–1968), britischer Geheimdienstmitarbeiter und Naturbuchautor
- Michael Muhammad Knight (* 1977), US-amerikanischer Romanautor, Essayist und Journalist
- Michelle Knight (* 1981), amerikanisches Entführungsopfer, siehe Entführungen von Cleveland, Ohio

### N
- Nehemiah Knight (1746–1808), US-amerikanischer Politiker
- Nehemiah R. Knight (1780–1854), US-amerikanischer Politiker
- Newton Knight (1829–1922), US-amerikanischer Deserteur
- Nick Knight (Cricketspieler) (* 1969), britischer Cricketspieler
- Nick Knight (Fotograf) (* 1958), britischer Fotograf
- Norman L. Knight (1895–1972), US-amerikanischer Science-Fiction-Autor

### O
- Oliver Knight (* 2001), britischer Radrennfahrer

### P
- Patricia Knight (1915–2004), US-amerikanische Schauspielerin
- Peter Knight (Amerikanist) (* 1968), britischer Amerikanist
- Peter Knight (Arrangeur) (1917–1985), britischer Arrangeur und Komponist
- Peter Knight (Folkmusiker) (* 1947), britischer Folk- und Jazzmusiker
- Peter L. Knight (* 1947), britischer Physiker
- Philip Knight (* 1938), US-amerikanischer Unternehmer (Nike Inc.)

### R
- R. J. B. Knight (* 1944), britischer Marinehistoriker
- Richard Payne Knight (1750–1824), britischer Kunstkenner, Sammler und Archäologe
- Rob Knight (* 1976), neuseeländischer Biologe
- Robert Knight (Sänger) (1945–2017), US-amerikanischer Sänger
- Robert G. Knight (* 1941), US-amerikanischer Geschäftsmann und Lokalpolitiker, siehe Bob Knight (Politiker)
- Robert Graham Knight (* 1952), britischer Historiker und Hochschullehrer
- Robert Montgomery Knight  (1940–2023), US-amerikanischer Basketballtrainer, siehe Bob Knight
- Robert T. Knight, US-amerikanischer Neurowissenschaftler

### S
- Sandra Knight (* 1939), US-amerikanische Schauspielerin
- Sarah Knight (* 1975), britische Latinistin
- Sarah Kemble Knight (1666–1727), englisch-US-amerikanische Geschäftsfrau
- Sasha Knight, US-amerikanischer Kinderdarsteller
- Shalon Knight (* 2000), antiguanischer Fußballspieler
- Shirley Knight (1936–2020), US-amerikanische Schauspielerin
- Spencer Knight (* 2001), US-amerikanischer Eishockeyspieler
- Sterling Knight (* 1989), US-amerikanischer Schauspieler
- Steve Knight (Musiker) (Stephen Sanders Knight; 1935–2013), US-amerikanischer Musiker
- Steve Knight (Rugbyspieler) (* 1946), australischer Rugby-Union-Spieler
- Steve Knight (Politiker) (* 1966), US-amerikanischer Politiker
- Steve Knight (Poolbillardspieler) (1973–2019), englischer Poolbillardspieler
- Steven Knight (* 1959), britischer Drehbuchautor
- Suge Knight (Marion Knight jr.; * 1965), US-amerikanischer Hip-Hop Produzent

### T
- T. R. Knight (Theodore Raymond Knight; * 1973), US-amerikanischer Schauspieler
- Ted Knight (1923–1986), US-amerikanischer Schauspieler
- Thomas Andrew Knight (1759–1838), britischer Botaniker
- Thomas E. Knight (1898–1937), US-amerikanischer Jurist und Politiker
- Tiffany Knight (* 1975), US-amerikanische Biologin und Ökologin
- Tim Knight (* 1959), englischer Komponist, Chorleiter und Musikpädagoge
- Tom Knight (Informatiker) (Thomas Knight), US-amerikanischer Informatiker
- Tom Knight (Schauspieler), Schauspieler
- Tom Knight (Footballspieler) (* 1974), US-amerikanischer American-Football-Spieler
- Tommy Knight (Thomas Lawrence Knight; * 1993), britischer Schauspieler
- Travis Knight (* 1973), US-amerikanischer Animator und Unternehmer

### W
- Walter D. Knight (1919–2000), US-amerikanischer Physiker
- Wayne Knight (* 1955), US-amerikanischer Schauspieler
- Wendi Knight (* 1975), US-amerikanische Pornodarstellerin und Regisseurin
- Wilbur Clinton Knight (1858–1903), Geologe
- Wilfried Knight (1975–2013), deutsch-US-amerikanischer Pornodarsteller
- William Knight (Bischof) (1475–1547), englischer Staatsmann und Bischof von Bath und Wells
- William Knight (Tennisspieler), US-amerikanischer Tennisspieler
- William Knight (Boxer) (* 1951), britischer Boxer
- William Angus Knight (1836–1916), britischer Autor, Philosoph und Verleger
- William John Knight (1929–2004), US-amerikanischer Pilot, Astronaut und Politiker
- Wyatt Knight (1955–2011), US-amerikanischer Schauspieler
- Wyn Knight-Jones († 2012), britischer Biologe

### Z
- Zat Knight (* 1980), englischer Fußballspieler
- Zonovan Knight (* 2001), US-amerikanischer American-Football-Spieler